# 크리스티나 페라리

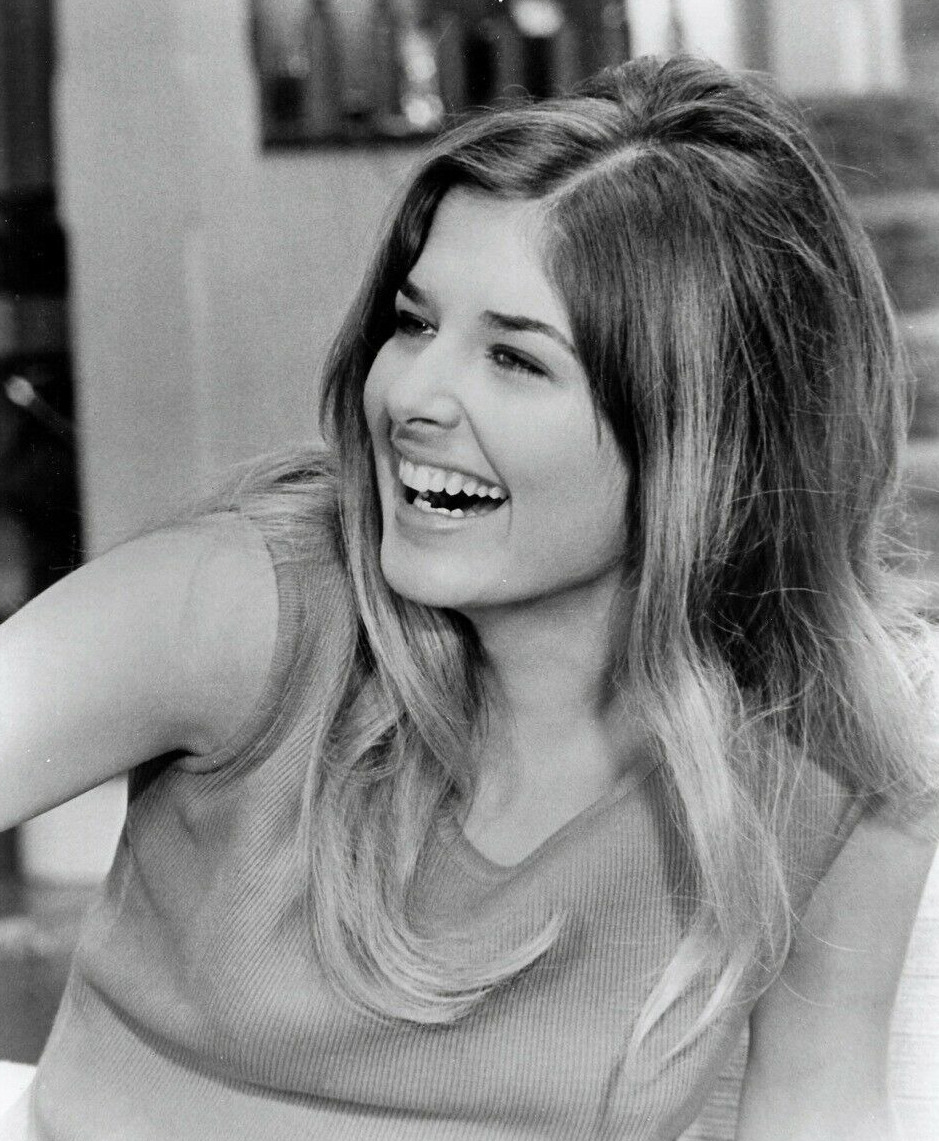

크리스티나 페라리(Cristina Ferrare, 1950년 2월 8일 ~ )는 미국의 배우, 모델, 영화배우이다.
클리블랜드에서 태어났다.

## 영화
- 웨더 맨 (2005년)
- 사랑의 유람선 (1977년)
- 임파서블 이어스 (1968년)